# Kaple svatého Josefa (Roudnice nad Labem)
Kaple svatého Josefa (také Chrám svatého Josefa Snoubence) je původně špitální kaple v Roudnici nad Labem. Od roku 2011 slouží liturgickým potřebám pravoslavné církve. Je chráněna jako kulturní památka.

## O kapli

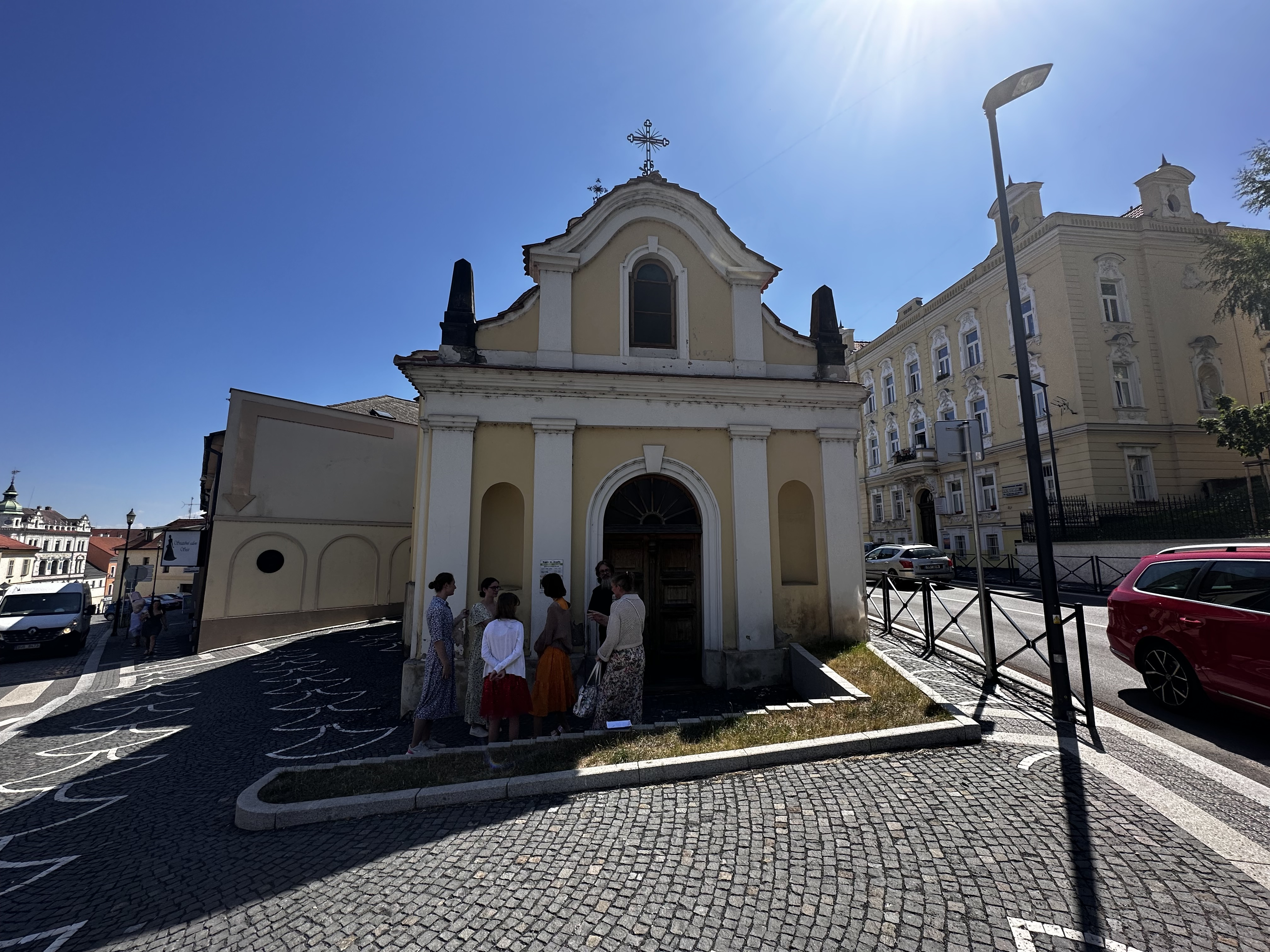
Kaple sv. Josefa

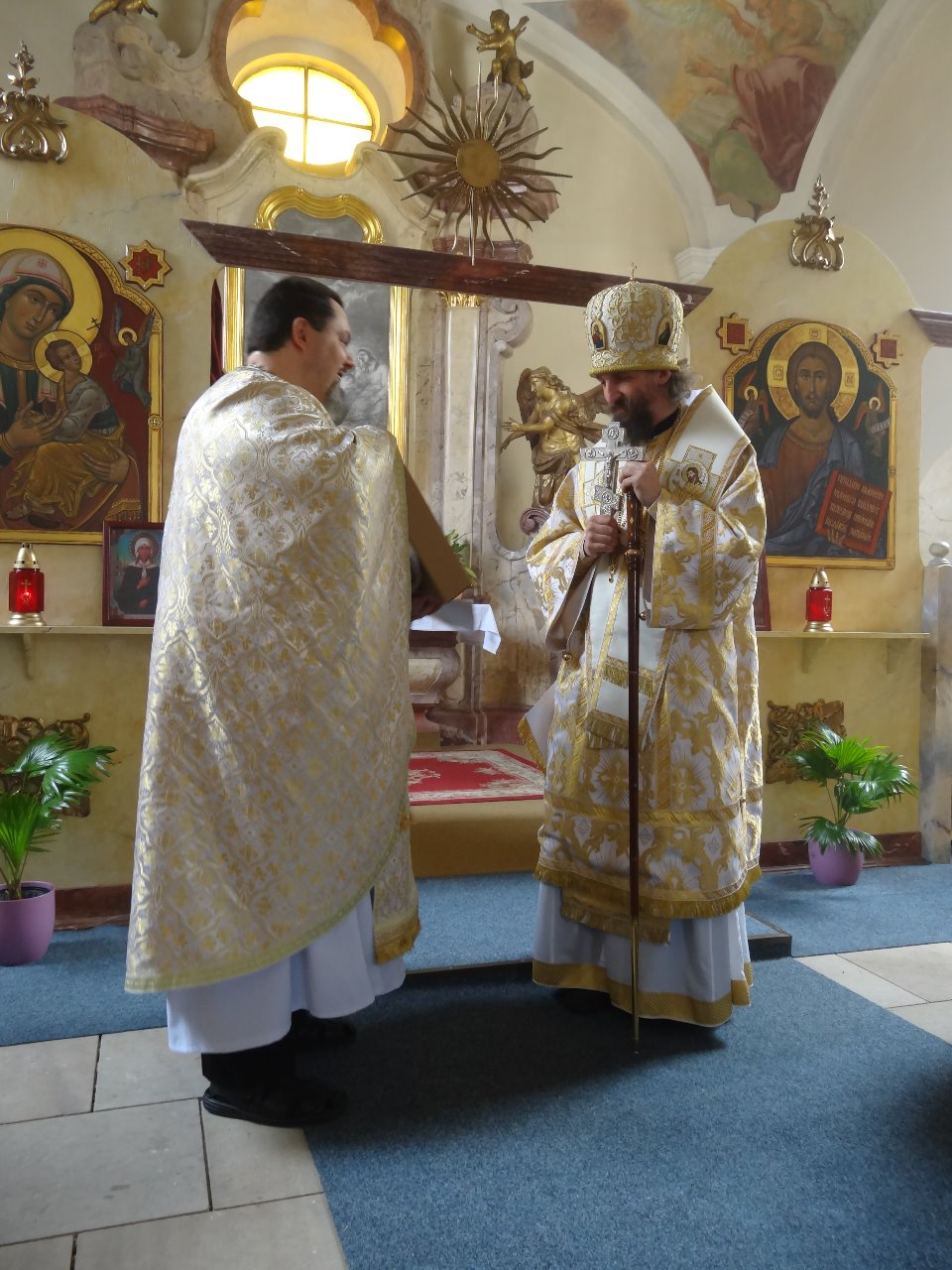
Arcibiskup Jáchym s žehnacím křížem a farář Miroslav Šantin v chrámu sv. Josefa (2014)

### Historie
Kaple sv. Josefa (který je v katolické tradici vnímán jako jeden z patronů umírajících lidí) byla postavena v letech 1776-1777 jako součást někdejšího městského špitálu. Kaple vždy patřila městu. V pozdější době přestala být liturgicky užívána. V roce 1983 proběhla rekonstrukce. V roce 2011 vyjednal tehdejší duchovní správce pravoslavné církevní obce v Litoměřicích, archimandrita ThDr. Martin Marek Krupica, Th.D. možnost využívat kapli pro pravoslavné bohoslužby. Reagoval tím na větší množství pravoslavných věřících, kteří do Litoměřic začali dojíždět právě z Roudnice a okolí, a on jako jejich duchovní jim chtěl usnadnit přístup k bohoslužbám. Roudnická kaple se tak stala filiálkou litoměřické církevní obce. Nedlouho poté byla přímo v Roudnici zřízena samostatná církevní obec a byl pro ni vysvěcen kněz Miroslav Šantin, který dojížděl z Litoměřic a posléze z Liběchova. V interiéru byl instalován ikonostas, respektující svým tvaroslovím barokní architekturu kaple. Ikony pro ikonostas, který s pomocníky stavěl otec Miroslav (v r. 2011), vytvořil žalmista a ikonopisec Anton Jaržombek z Litoměřic (v letech 2011-2014).

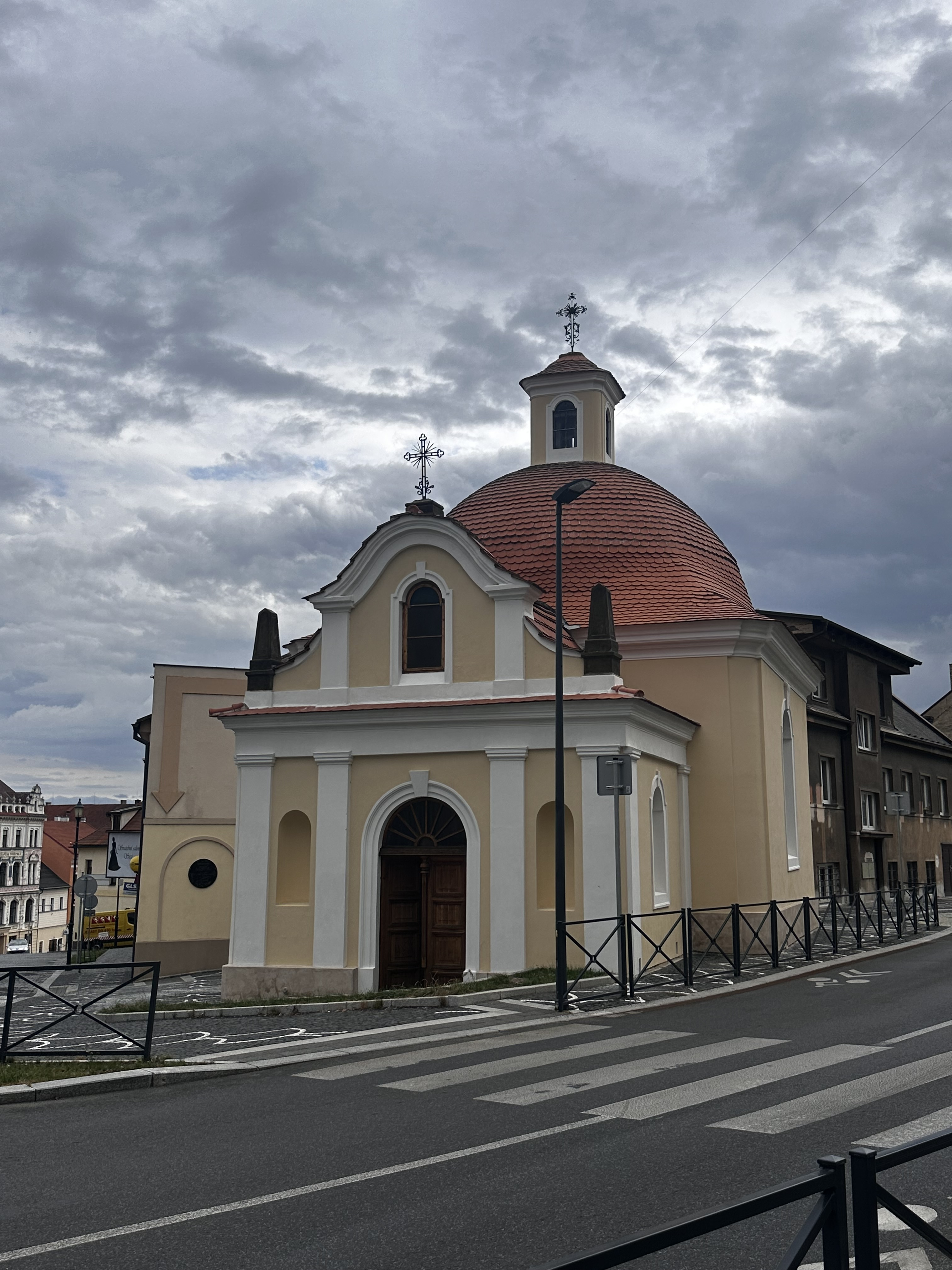
Kaple v roce 2024

V roce 2024 byla opravena fasáda kaple. 

### Současnost

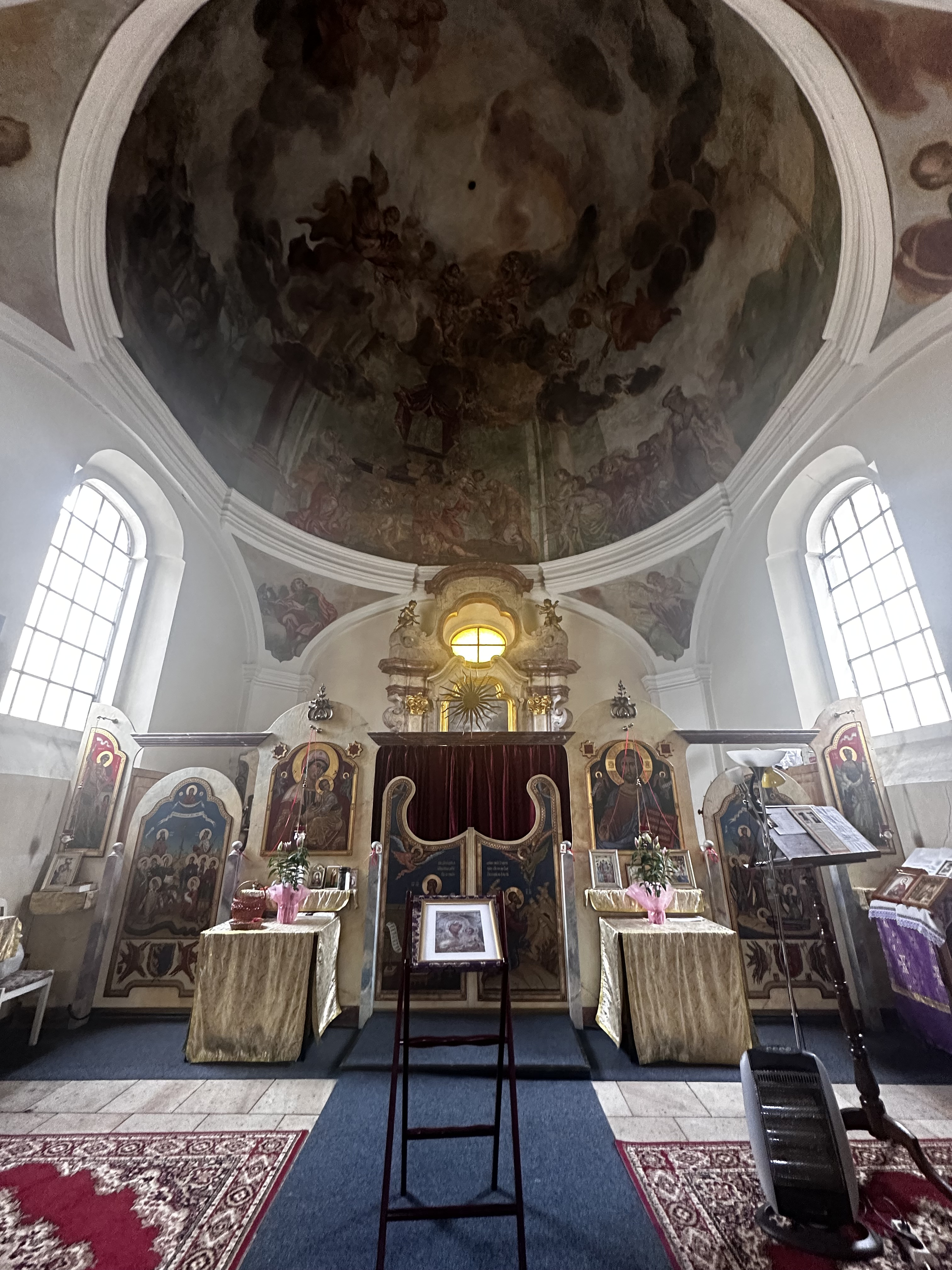
Interiér chrámu

V chrámu svatého Josefa probíhají pravidelné pravoslavné bohoslužby organizované pravoslavnou církevní obcí Roudnice nad Labem. Božská liturgie je sloužena každou neděli v 9:30 hodin (v letech 2011-2024 byla liturgie sloužena od 9:00 hodin). 
Po úmrtí otce Miroslava v lednu 2022 byl pověřen duchovní správou otec Ivan Přemysl Hadrava.